# Saint-Germain-du-Bois
Saint-Germain-du-Bois è un comune francese di 1 996 abitanti situato nel dipartimento della Saona e Loira nella regione della Borgogna-Franca Contea.

## Società

### Evoluzione demografica
Abitanti censiti